# Pim de Jong
Pim de Jong (... – marzo 2015) è stato un cestista olandese.

## Carriera
Con i Paesi Bassi ha disputato i Campionati europei del 1951.